# Геді Іштван Тітусович
Іштван Тітусович Геді (угор. Hegyi István; нар. 4 травня 1962) — український  композитор, диригент і громадський діяч угорського походження. Засновник, музичний директор і диригент Українського національного симфонічного оркестру — УНСО, директор Українського центру мистецтв. У 1977 році в місті Києві став переможцем Всеукраїнського конкурсу юних композиторів. Закінчив Київську державну консерваторію ім. П. І. Чайковського по класу оперно-симфонічного диригування у Стефана Турчака, Алліна Власенка, та по композиції у Геннадія Ляшенка і Євгена Станковича.
З 6 жовтня 1989 року — директор Республіканського Центру Мистецтв при ЦК ЛКСМ України, з 3 липня 1992 року — директор Українського Центру Мистецтв при Центрі «Український дім» Міністерства культури України (з 2 квітня 1993 року при Кабінеті Міністрів України, з 23 лютого 2000 року при Державному управлінні справами Офісу Президента України).
В 1991 році в м. Києві створив перший національний заклад культури незалежної України — Український Національний Симфонічний Оркестр — УНСО,  https://www.facebook.com/unsorchestra/, з яким провів низку загальнонаціональних акцій та гастролей, зокрема: участь у заходах, присвячених голодомору 1932-1933 рр; урочистий концерт до 180-річчя Тараса Шевченка; вечір пам'яті Стефана Турчака (1993); участь у гастролях  всесвітньовідомої трупи «Токіо-балет» у м. Києві (1992); концерти, присвячені дню Києва та 50-річчю визволення України від фашистських загарбників; Перший фестиваль Швейцарського мистецтва в Україні (1991); Дні Франції в Україні (1993); гастролі в Угорщині (Будапешт, 1991-1992), Міжнародний фестиваль «Європа кантат» (Веспрем, Угорщина, 1992-1993); гастролі в Польщі (Зелена Гура, 1992), Німеччині (Берлін, 1992), Італії (Міжнародний фестиваль «Панатене Помпіане», Капрі, 1992); гастролі у Львові, Ужгороді (1992) та в Чернігові (1993). Автор національної програми «Антологія української музики» в компакт-дисках (1994).  
З 2001 року — продюсер по СНД Міжнародного фестивалю оперного та балетного мистецтва «Bartók Plusz Operafesztivál» (Угорщина, м. Мішкольц). Створення Будапештського симфонічного оркестру імені Бели Бартока — Budapesti Bartók Béla Szimfonikus Zenekar, https://www.facebook.com/bartokzenekar/та здійснення з ним гастролей у Цюриху, Швейцарія (2001). Автор ідеї проведення Міжнародного фестивалю оперного та балетного мистецтва «Київська Русь» International opera and ballet festival «Kyivska Rus» в м. Києві (2005). https://www.facebook.com/iobf.kyivskarus13/
Проведення разом з Посольством Угорщини в Україні святкового концерту, присвяченого 125-річчю від дня народження видатного угорського композитора Бели Бартока за участю Заслуженого академічного симфонічного оркестру Національної радіокомпанії України в Національній філармонії України (2006). https://youtu.be/DnqjxKh2Z8g

## Твори
- «Балада-фантазія» (1979) і Дитяча сюїта «Буратіно» (1980) для фортепіано.
- Романс «Была ты всех ярче…» для тенора і фортепіано на слова Олександра Блока.(1981)
- Цикл обробок українських народних пісень для хору(1982).
- Музика до вистави В.Сідака та М.Шурупова «Троянда волі» для відкриття Закарпатського обласного театру ляльок (1982).
- Соната для скрипки та фортепіано (1987).
- Три пісні для сопрано та фортепіано на слова Аттіли Йожефа (1987),
- Концерт для окестру пам'яті Бели Бартока (1981).
- Концерт для труби з оркестром (1989),
- Ноктюрн і скерцо для віолончелі та фортепіано (1989),
- Дума «Найкращим» пам'яті Степана Бандери для баритона, мішаного хору та симфонічного оркестру на слова Леоніда Сапи (1997). https://www.youtube.com/watch?v=GwSRDCnr5z0 [Архівовано 27 березня 2016 у Wayback Machine.]
- Симфонічна поема «Воля» (2001).
- Музика для струнного оркестру пам'яті Стефана Турчака (2008).